# Raillicourt-Barbaise
Raillicourt-Barbaise is een voormalige gemeente in het Franse departement Ardennes in de toenmalige regio Champagne-Ardenne. De gemeente werd in 1974 gevormd door de fusie van de gemeenten Barbaise en Raillicourt en maakte deel uit van het arrondissement Sedan en van het kanton Signy-l'Abbaye. In 1991 werd de fusie ongedaan gemaakt en werden de voormalige gemeenten weer hersteld.